# باشگاه فوتبال گراس‌هاپر زوریخ
باشگاه فوتبال گراس‌هاپر (به آلمانی: Grasshopper Club Zürich) باشگاهی در زوریخ در کشور سوئیس است.
این باشگاه در سال ۱۸۸۶ میلادی تأسیس شده‌است و بازی‌های خانگی آن در ورزشگاه لتزیگراند برگزار می‌شود.
باشگاه گراس‌هاپر در رشته‌های دیگر همانند هاکی روی یخ، هندبال، رویینگ، راگبی و اسکواش نیز فعالیت دارد.

## افتخارات
- سوپر لیگ فوتبال سوئیس
  - قهرمانی (۲۷): ۱۸۹۸، ۱۹۰۰، ۱۹۰۱، ۱۹۰۵، ۱۹۲۱، ۱۹۲۷، ۱۹۲۸، ۱۹۳۱، ۱۹۳۷، ۱۹۳۹، ۱۹۴۲، ۱۹۴۳، ۱۹۴۵، ۱۹۵۲، ۱۹۵۶، ۱۹۷۱، ۱۹۷۸، ۱۹۸۲، ۱۹۸۳، ۱۹۸۴، ۱۹۹۰، ۱۹۹۱، ۱۹۹۵، ۱۹۹۶، ۱۹۹۸، ۲۰۰۱، ۲۰۰۳
- جام حذفی فوتبال سوئیس
  - قهرمانی (۱۹): ۱۹۲۶، ۱۹۲۷، ۱۹۳۲، ۱۹۳۴، ۱۹۳۷، ۱۹۳۸، ۱۹۴۰، ۱۹۴۱، ۱۹۴۲، ۱۹۴۳، ۱۹۴۶، ۱۹۵۲، ۱۹۵۶، ۱۹۸۳، ۱۹۸۸، ۱۹۸۹، ۱۹۹۰، ۱۹۹۴، ۲۰۱۳
- لیگ کاپ سوئیس
  -  قهرمانی (۲): ۱۹۷۳، ۱۹۷۵
- سوپر جام فوتبال سوئیس
  -  قهرمانی (۱): ۱۹۸۹